# Eunice savignyi
Eunice savignyi är en ringmaskart som beskrevs av Grube 1878. Eunice savignyi ingår i släktet Eunice och familjen Eunicidae. Inga underarter finns listade i Catalogue of Life.